# Teucrium cincinnatum
Teucrium cincinnatum là một loài thực vật có hoa trong họ Hoa môi. Loài này được Maire miêu tả khoa học đầu tiên năm 1933 publ. 1934.